# Miltochrista vepallida
Miltochrista vepallida là một loài bướm đêm thuộc phân họ Arctiinae, họ Erebidae.